# Зыково (Ульяновская область)
Зы́ково — деревня в Новоспасском районе Ульяновской области. Входит в состав Новоспасского городского поселения.

## География
Деревня находится на расстоянии примерно 5 км к югу от рабочего посёлка Новоспасское, административного центра района.

### Часовой пояс
Деревня Зыково, как и вся Ульяновская область, находится в часовой зоне МСК+1. Смещение применяемого времени относительно UTC составляет +4:00.

## История
В 1913 году в деревне было 103 двора и проживало 730 жителей. В 1990-е годы работал коопхоз «Суруловское».

## Население
| 2010 |
| ---- |
| 104  |

### Национальный состав
Согласно результатам переписи 2002 года, в национальной структуре населения русские составляли 79 % из 117 чел.